# GGB (entreprise)
 (mars 2023).
Pour les articles homonymes, voir GGB.
GGB, anciennement nommé Glacier Garlock Bearings puis GGB Bearing Technology, est un fabricant de paliers lisses haute performance et de revêtements tribologiques en polymère. GGB compte 900 employés et possède 7 sites de production en France, en Allemagne, aux États-Unis, en Slovaquie, au Brésil et en Chine.
En 2021, les paliers GGB se posent sur Mars à bord de Perseverance, le robot de la NASA.

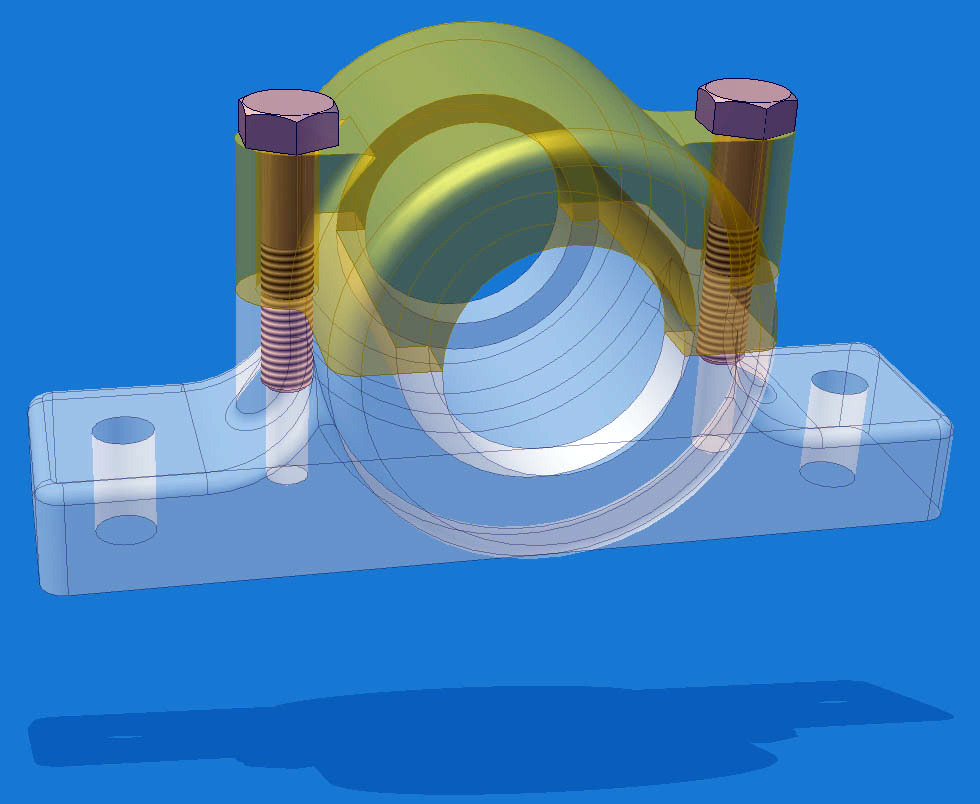
Représentation 3D d'un palier lisse

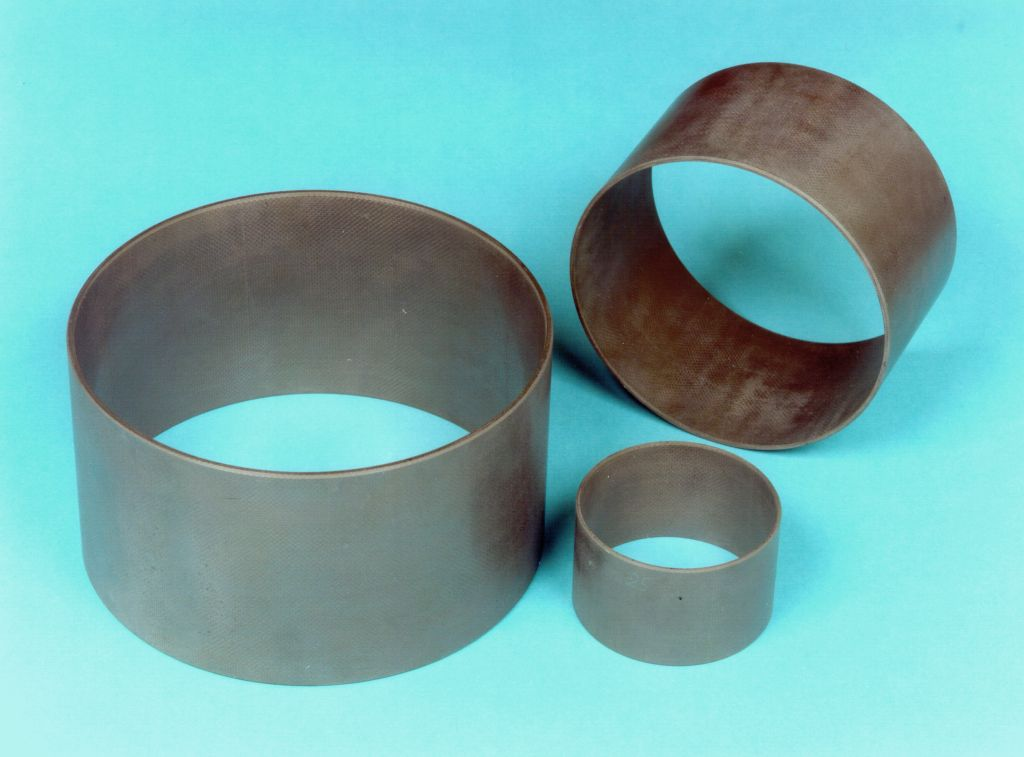
Coussinets céramiques de paliers de diamètres de 100 mm en CMC pour de grandes pompes.
Photo: MT Aerospace AG, Augsbourg

En France, GGB possède un site de fabrication, à  Annecy, en Haute-Savoie. GGB compte également des sites de production à Heilbronn en Allemagne, à Sučany en Slovaquie, ainsi qu'à Thorofare aux États-Unis, à Barueri au Brésil et à Suzhou en Chine.

## Histoire
En 1887, Olin J. Garlock brevète son premier système d'étanchéité pour tiges de piston dans les moteurs à vapeur industriels. La société Findlay Motor Metals, qui deux ans plus tard, devient Glacier Antrifriction Metal Company, est fondée à Londres en 1899. En 1910, à Palmyra, dans l'État de New York, aux États-Unis, la société Garlock démarre la production de paliers lisses pour les moteurs à combustion interne. En 1958, Garlock  devient le distributeur américain de la société Glacier aux États-Unis. Dans les années 1970, la technologie Glacier est vendue sous licence à des fabricants de paliers dans différents pays, dont la SIC en France et Garlock Bearings aux États-Unis. En 1976, Glacier et Garlock établissent une joint-venture : Garlock Bearings Inc. En 2002, l’entreprise devient une filiale du groupe américain EnPro Industries qui fournit des produits industriels à travers le monde. En 2004, Glacier Garlock Bearings devient GGB pour ensuite prendre le nom de GGB Bearing Technology en 2006.
En 2012, les paliers DU GGB se posent sur Mars à bord de Curiosity, le robot de la NASA. En 2021, ils se posent à nouveau sur Mars à bord de Perseverance.
En 2015, GGB a introduit le palier composite à enroulement filamentaire HPMB, très utilisé dans les applications hydroélectriques et autres.
En 2016, le site d’Annecy fête son 70e anniversaire. A cette occasion, un film documentaire qui retrace l’histoire du site d’Annecy est réalisé. Le peintre Georges Hermann (1923-1971) a été directeur du laboratoire de la SIC (Société Industrielle des Coussinets) à Annecy.
En 2019, GGB a lancé une variété de nouveaux produits, le palier haute température PyroSlide 1100, EP 15 un palier tribologique résistant aux UV et ses nouvelles solutions de revêtements polymères TriboShield.
En novembre 2022, GGB a été racheté par le groupe américain Timken,.

## GGB France
|                                        | 2014 | 2015 | 2016 | 2017 | 2018 | 2019 | 2020  | 2021 |
| -------------------------------------- | ---- | ---- | ---- | ---- | ---- | ---- | ----- | ---- |
| Chiffre d'affaires en millions d'euros | 57,9 | 57,7 | 62,4 | 65,6 | 67,6 | 60,6 | 49,1  | 46,3 |
| Résultat net en millions d'euros       | -3   | +3,3 | +2,2 | +4,6 | +5,4 | +2,8 | -11,8 | +1,2 |
| Effectif moyen annuel                  | 377  | 372  | 340  | 326  | 329  | 354  | 314   |      |

## Production
GGB est un fabricant mondial de bagues, paliers lisses et revêtements tribologiques destinés à l'industrie dans des secteurs variés et notamment les secteurs de l’aéronautique, de l’automobile, des énergies renouvelables, des équipements agricoles, des équipements de construction et de travaux publics, de la sidérurgie....

## Opérations actuelles
Les paliers lisses GGB sont présents dans toutes sortes d’applications à travers le monde. Ils sont notamment présents dans le Lokomat® Pro, un système robotisé fonctionnel destiné à améliorer la mobilité des personnes souffrant de maladies ou déficits neurologiques. On trouve également des pièces GGB sur le Pont du Millénaire de Gateshead, les vannes des écluses du Canal de Panama, et la Centrale hydraulique de Xiangjiaba.

## Les concurrents
Parmi les concurrents de GGB France se trouvent les entreprises Saint-Gobain et Federal-Mogul.